# Massimo Mori

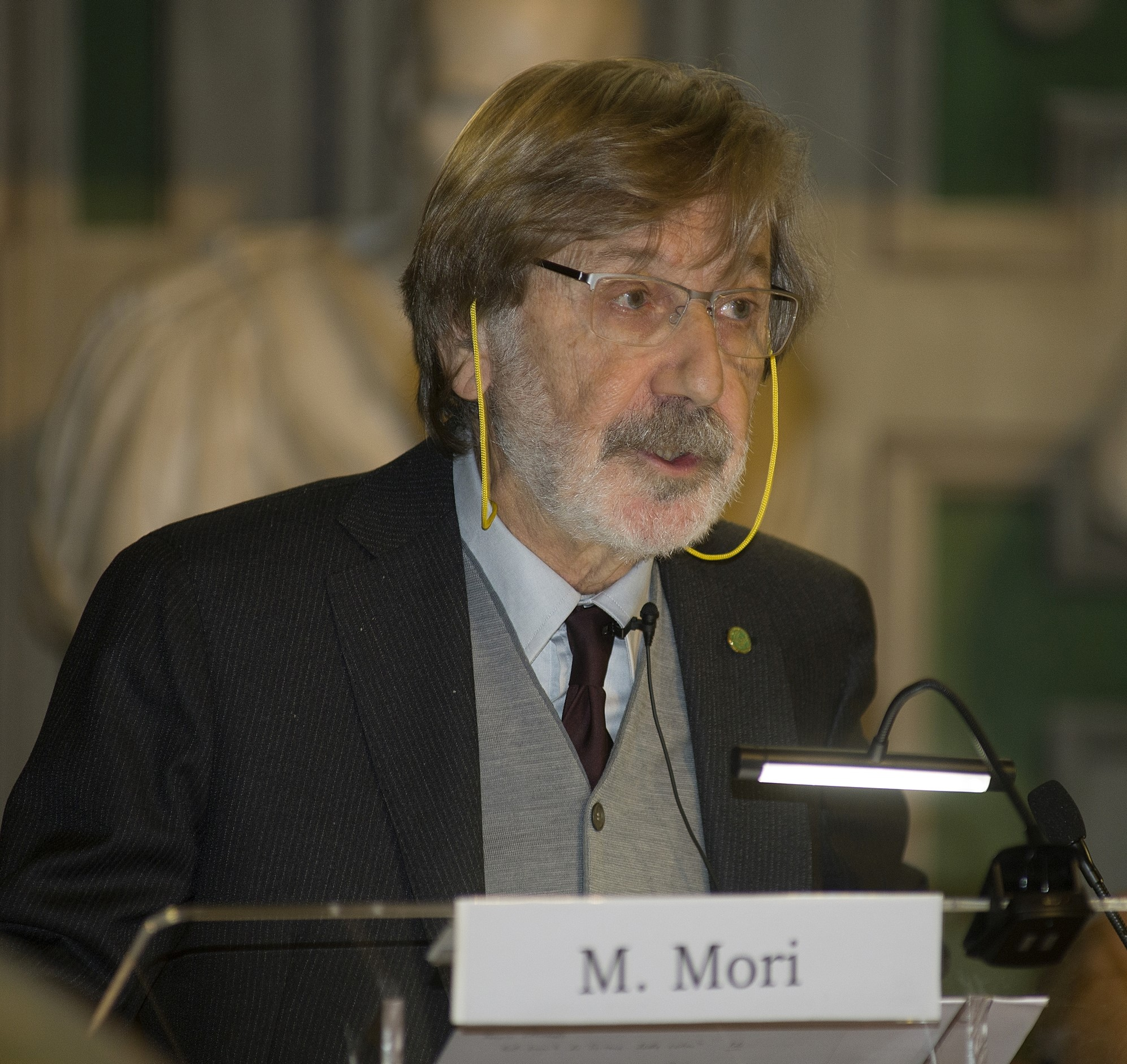
Massimo Mori (2019)

Massimo Mori (Torino, 12 aprile 1948) è uno storico della filosofia italiano.

## Biografia
Allievo di Nicola Abbagnano all'Università di Torino, si è laureato nel 1971 con una tesi su Il problema della metafisica in William James. Successivamente ha studiato nelle università tedesche di Francoforte sul Meno ed Erlangen-Nürnberg.  
Nel 1982 diventa Professore associato presso la Facoltà di Lettere e filosofia dell'Università di Torino. Tra il 1987 e il 1991 insegna Filosofia della storia e successivamente Filosofia morale presso la Facoltà di Lettere e filosofia dell'Università di Palermo, in qualità di professore straordinario e ordinario (dal 1990). Dall’anno accademico 1991-1992 riprende servizio presso la Facoltà di Lettere dell'Università di Torino, dove insegna Storia della filosofia moderna e poi Storia della filosofia. Nel 2006 e nel 2010 ha compiuto soggiorni di studio e di insegnamento nelle Università di Monaco di Baviera e di Halle. Dal 2017 è Professore emerito di Storia della Filosofia.
Nel 1985 gli è stato conferito il Premio letterario “Luigi Russo” (1985), nel 2001 il Premio letterario “Salvatore Valitutti” (2001) e nel 2009 il Premio internazionale “Luigi Tartufari” dell’Accademia Nazionale dei Lincei per la filosofia.
Dal 2006 al 2023 è stato direttore responsabile della “Rivista di filosofia”. Fa parte del Comitato scientifico di numerose riviste filosofiche.
Dal 2018 è presidente dell'Accademia delle Scienze di Torino, di cui è membro corrispondente della Classe di scienze morali dal 2002 e nazionale dal 2012.

## Studi e ricerche
I suoi interessi scientifici si sono inizialmente rivolti alla filosofia dell’Illuminismo francese e della filosofia classica tedesca. In particolare si è occupato del pensiero di Immanuel Kant, al quale ha dedicato una serie di studi su problemi diversi, relativi soprattutto alla filosofia pratica. Altri oggetti di analisi sono stati la figura di Nietzsche e il pensiero italiano del Novecento.
Le sue ricerche si sono tuttavia rivolte preferibilmente allo sviluppo e trasformazione dei concetti, inserendosi in maniera particolare nella tradizione della storia delle idee. In questa prospettiva ha esaminato la nozione di guerra e di conflitto tra Sette e Ottocento, il concetto di libertà nella filosofia moderna e contemporanea e la concezione della felicità nella tradizione filosofica occidentale.
Parte della sua attività è stata dedicata alle grandi sintesi di storia della filosofia, indirizzate sia alle scuole superiori, sia all'insegnamento universitario, sia alla divulgazione scientifica.

## Opere
- La filosofia della storia da Herder a Hegel, Torino, Loescher, 1976.
- La ragione delle armi: Guerra e conflitto nella filosofia classica tedesca (1770-1830), Milano, Il Saggiatore, 1984.
- La filosofia di Kant, Torino, Loescher, 1990.
- Storia e antologia della filosofia, 3 voll., 2ª ed. 2001, Roma-Bari, Laterza, 1993.
- Libertà, necessità, determinismo, Bologna, il Mulino, 2001.
- Storia della filosofia moderna, Roma-Bari, Laterza, 2005.
- La pace e la ragione. Kant e le relazioni internazionali: diritto, politica, storia, Bologna, il Mulino, 2008.
- Massimo Mori e Giuseppe Cambiano, Storia della filosofia contemporanea, Roma-Bari, Laterza, 2014.
- Massimo Mori, M. De Caro e E. Spinelli (a cura di), Libero arbitrio. Storia di una controversia, Roma, Carocci, 2014.
- Massimo Mori, Giuseppe Cambiano e Luca Fonnesu, Storia della filosofia occidental, 7 voll., Bologna, il Mulino, 2014-2015.
- Vom Naturzustand zur kosmopolitischen Gesellschaft. Staat und Souveränität bei Kant, Wiesbaden, Springer Verlag, 2017.
- Studi kantiani, Bologna, il Mulino, 2017, ISBN 978-88-15-27288-1.
- Massimo Mori e Salvatore Veca (a cura di), Illuminismo. Storia di un’idea plurale, Roma, Carocci, 2018, ISBN 9788843094202.
- Esperienze del camminare, Bologna, Il Mulino, 2022, ISBN 978-88-15-29547-7.